# Pálmonostora
Pálmonostora là một thị trấn thuộc hạt Bács-Kiskun, Hungary. Thị trấn này có diện tích 53,28 km², dân số năm 2010 là 1830 người, mật độ 34 người/km².